# Cangrejo Arriba
Cangrejo Arriba es un barrio ubicado en el municipio de Carolina en el estado libre asociado de Puerto Rico. En el Censo de 2010 tenía una población de 17041 habitantes y una densidad poblacional de 980,12 personas por km².

## Geografía
Cangrejo Arriba se encuentra ubicado en las coordenadas 18°26′19″N 65°59′58″O / 18.43861, -65.99944. Según la Oficina del Censo de los Estados Unidos, Cangrejo Arriba tiene una superficie total de 17.39 km², de la cual 10.01 km² corresponden a tierra firme y (42.44%) 7.38 km² es agua.

## Demografía
Según el censo de 2010, había 17041 personas residiendo en Cangrejo Arriba. La densidad de población era de 980,12 hab./km². De los 17041 habitantes, Cangrejo Arriba estaba compuesto por el 75.98% blancos, el 13.23% eran afroamericanos, el 0.74% eran amerindios, el 0.8% eran asiáticos, el 0.01% eran isleños del Pacífico, el 6.06% eran de otras razas y el 3.17% pertenecían a dos o más razas. Del total de la población el 95.17% eran hispanos o latinos de cualquier raza.